# Marco Zanotti (cyclisme, 1974)
Pour les articles homonymes, voir Marco Zanotti et Zanotti.
Marco Zanotti (né le 21 janvier 1974 à Rovato, en Lombardie) est un coureur cycliste italien, professionnel de 1997 à 2008.

## Biographie
Marco Zanotti fait ses débuts professionnels en 1997, retourne chez les amateurs en 1999, puis repasse à nouveau professionnel en 2000.
Il totalise 11 victoires dans sa carrière professionnelle. Il a accumulé de nombreuses places d'honneur lors des Tours d'Italie et d'Espagne sans jamais parvenir à remporter la moindre étape.

## Palmarès

### Palmarès amateur
- 1991
  -  Champion d'Italie de course aux points juniors
- 1993
  - Coppa Sant'Anna
- 1996
  - Trofeo Mamma e Papà Cioli
  - Giro delle Tre Provincie
  - Trophée Stefano Fumagalli
  - Vicence-Bionde
  - 3e et 5e étapes des Sei Giorni del Sole
  - 1re et 4e étapes du Tour des régions italiennes
  - 4e et 5e étapes du Tour du Frioul-Vénétie julienne
  - 100 Km. di Nuvolato
  - Gran Premio Sannazzaro
  - Trophée Raffaele Marcoli
  - 2e du Gran Premio Sportivi Vighizzolesi
  - 2e du Giro dei Tre Ponti
  - 2e du Trophée de la ville de Castelfidardo
  - 10e du championnat d'Europe sur route espoirs
- 1999
  - Trofeo Caduti di Soprazocco
  - Giro delle Tre Provincie
  - Trofeo Franco Balestra
  - Gran Premio della Liberazione
  - Trofeo Pina e Mario Bazzigaluppi
  - Giro della Provincia di Rovigo
  - 2e de la Coppa San Geo

### Palmarès professionnel
- 1997
  - 3e du Gran Premio Città di Rio Saliceto e Correggio
- 2000
  - Tour de la province de Syracuse
  - 4e étape du Tour du Danemark
  - 4e étape du Regio Tour
  - 7e de la HEW Cyclassics
- 2001
  - 5e étape de la Semaine catalane
  - 3e du Tour de la province de Syracuse
- 2002
  - 1re étape du Tour du Trentin
- 2003
  - 3e étape de la Semaine catalane
  - 2e étape du Rothaus Regio-Tour
- 2004
  - 3e étape des Trois Jours de La Panne
- 2005
  - Circuit franco-belge :
    - Classement général
    - 4e étape
- 2006
  - 1re étape du Tour de l'Algarve
  - 2e du Tour de Rijke

## Résultats sur les grands tours

### Tour d'Italie
4 participations
- 1998 : hors délais (17e étape)
- 2000 : 116e
- 2001 : 117e
- 2004 : 114e

### Tour d'Espagne
4 participations
- 1997 : abandon (7e étape)
- 2000 : abandon (18e étape)
- 2004 : abandon (14e étape)
- 2005 : 117e

## Classements mondiaux
| Année              | 2005 | 2006 | 2007 | 2008 |
| ------------------ | ---- | ---- | ---- | ---- |
| Classement ProTour | 178e |      |      |      |
| UCI Europe Tour    |      | 110e |      | 775e |